# Dassault Étendard IV
Il Dassault Étendard IV (dal francese: stendardo) è stato un cacciabombardiere imbarcato francese in servizio con la Marine Nationale.

## Storia
La storia dell'Étendard comincia con due commesse dei primi anni cinquanta: una per un caccia leggero per l'aviazione francese, l'altra per un caccia leggero che potesse essere utilizzato ampiamente nelle varie forze aeree della NATO. La Dassault usò delle variazioni dello stesso progetto di base per produrre prototipi per entrambe le specifiche richieste, chiamando i nuovi velivoli Étendard II e Étendard VI rispettivamente, senza però riuscire ad ottenere nessun ordinativo. Contemporaneamente la compagnia sviluppò una versione più grande e con una motorizzazione più potente (originariamente designata Mystère XXIV).
Avendo generato un certo interesse nella Marina francese la Dassault produsse un prototipo navalizzato di quest'ultima versione, che volò, come dimostrazione di impiego operativo, nel 1958 ottenendo l'ordinativo di 69 esemplari in versione da caccia designati Étendard IVM e 21 in versione da ricognitore indicati come Étendard IVP. Dal 1962, questi esemplari iniziarono ad essere schierati a bordo delle portaerei classe Clemenceau.
Le caratteristiche dell'Étendard IV non furono mai di alto livello, e negli anni settanta era già chiaro che si doveva procedere ad un rimpiazzamento dell'aereo. Per qualche tempo, si ipotizzò l'impiego di una versione navalizzata del SEPECAT Jaguar (detta Jaguar M), ma vari inghippi politici riguardanti la joint venture anglo-francese bloccarono lo sviluppo di questo progetto, e la Dassault, dal canto suo, propose una versione aggiornata e migliorata dell'Étendard, il Super Étendard. L'ultimo degli Étendard IVM fu ritirato dal servizio nel 1991, nonostante che un piccolo numero di IVP rimase operativo fino al 2004.

## Varianti
- Étendard IV : prototipo della versione terrestre equipaggiato con un Atar 08B (2 prototipi)
- Étendard IVM : versione d'attacco imbarcata monoposto per la Marine nationale con un Atar 08C e cannoni DEFA 552 (1 prototipo, 4 di pre-produzione, 69 aerei di serie)
- Étendard IVB : versione d'attacco imbarcata monoposto simile i quattro IVM di pre-produzione ma con motore Avon 51 e blown flaps  (1 aereo costruito)
- Étendard IVP : versione da ricognizione imbarcata monoposto per la Marine nationale simile ai IVM ma senza cannoni e con tre fotocamere (1 prototipo, 21 aerei di serie)
- Étendard IVPM : Etendard IVM convertiti in IVP (4 aerei modificati alla fine degli anni '70)

## Utilizzatori
Francia
- Marine nationale/Aéronautique navale

Escadrille 59S dal 1965 al 1991
Flottille 11F dal 1963 al 1978 (IVM)
Flottille 15F dal 1962 al 1969 (IVM e IVP)
Flottille 16F dal 1964 al 2000 (IVM, IVP e IVPM)
Flottille 17F dal 1964 al 1980 (IVM e IVP)

## Sviluppo
- Dassault Étendard: Étendard II (1 prototipo, 1956) - Étendard VI (2 prototipi, 1957) - Étendard IV (90 esemplari, 1958) - Super Étendard (85 esemplari, 1974)